# Unione Sportiva Cremonese
L'Unione Sportiva Cremonese, meglio conosciuta come Cremonese, è una società calcistica italiana con sede nella città di Cremona. Milita in Serie A, la massima divisione del campionato italiano. 
La squadra ha disputato otto campionati di massima serie. Oltre a vari titoli vinti nelle serie minori nazionali, in campo internazionale vanta la vittoria della Coppa Anglo-Italiana 1992-1993. Figura al 31º posto nella graduatoria dei club italiani per tradizione sportiva, al 46º nella classifica perpetua della Serie A e al 21º in quella della Serie B.
Sono degni di nota i colori sociali del club, il grigio e il rosso, da cui l'appellativo di grigiorossi per designare i calciatori cremonesi. Disputa le proprie partite casalinghe allo stadio Giovanni Zini.

## Storia

### Dalla fondazione al primo dopoguerra: i primi successi
La nascita dell'Unione Sportiva Cremonese, avvenne il 24 marzo 1903, presso la trattoria "la Varesina" di piazza Sant'Angelo a Cremona. Il sodalizio fondato da un gruppo di amici, inizialmente era una società polisportiva, che aveva lo scopo di «diffondere e facilitare tra la gioventù l'educazione fisica, l'amore agli esercizi sportivi, alla disciplina ed alla concordia, onde possa rendersi utile a sé ed alla patria». Il primo presidente era il sarto Emilio Faia, e i colori sociali che furono scelti erano il bianco e il lilla. Di fatto, il calcio all'interno della società cominciò a essere praticato nel 1910 e in quegli stessi anni in città nacquero altre squadre di calcio, insieme al diffondersi dei primi tornei dedicati a questa disciplina.
L'occasione per affacciarsi al mondo agonistico arrivò nel 1911, quando Nino Gandelli venne scelto come primo allenatore della squadra, con il compito di assemblare una squadra che possa essere competitiva. Intorno a sé, egli raccolse il meglio dell'esperienza calcistica cittadina come: Zini, Defendi, Lanfritto, "Bay" Bonazzoli, Ardigò, i fratelli Mainardi, Lombardi, Bonzio, Cottarelli, Leida, i fratelli Bignamini e molti altri. Nel 1912, poi, sotto la presidenza di Piva, la società partecipò alla prima edizione del Trofeo "Città di Cremona". Nel 1913, dopo la fusione con l'Associazione Calcio Cremona, la Cremonese decise di affiliarsi alla Federazione Italiana Giuoco Calcio, partendo dal campionato di Promozione. La prima formazione ufficiale era composta da: Zini, Mainardi, Lanfritto, Curtabili, Tornetti, Talamazzini, Costa, Albertoni, Bignamini, Lombardi, Defendi.

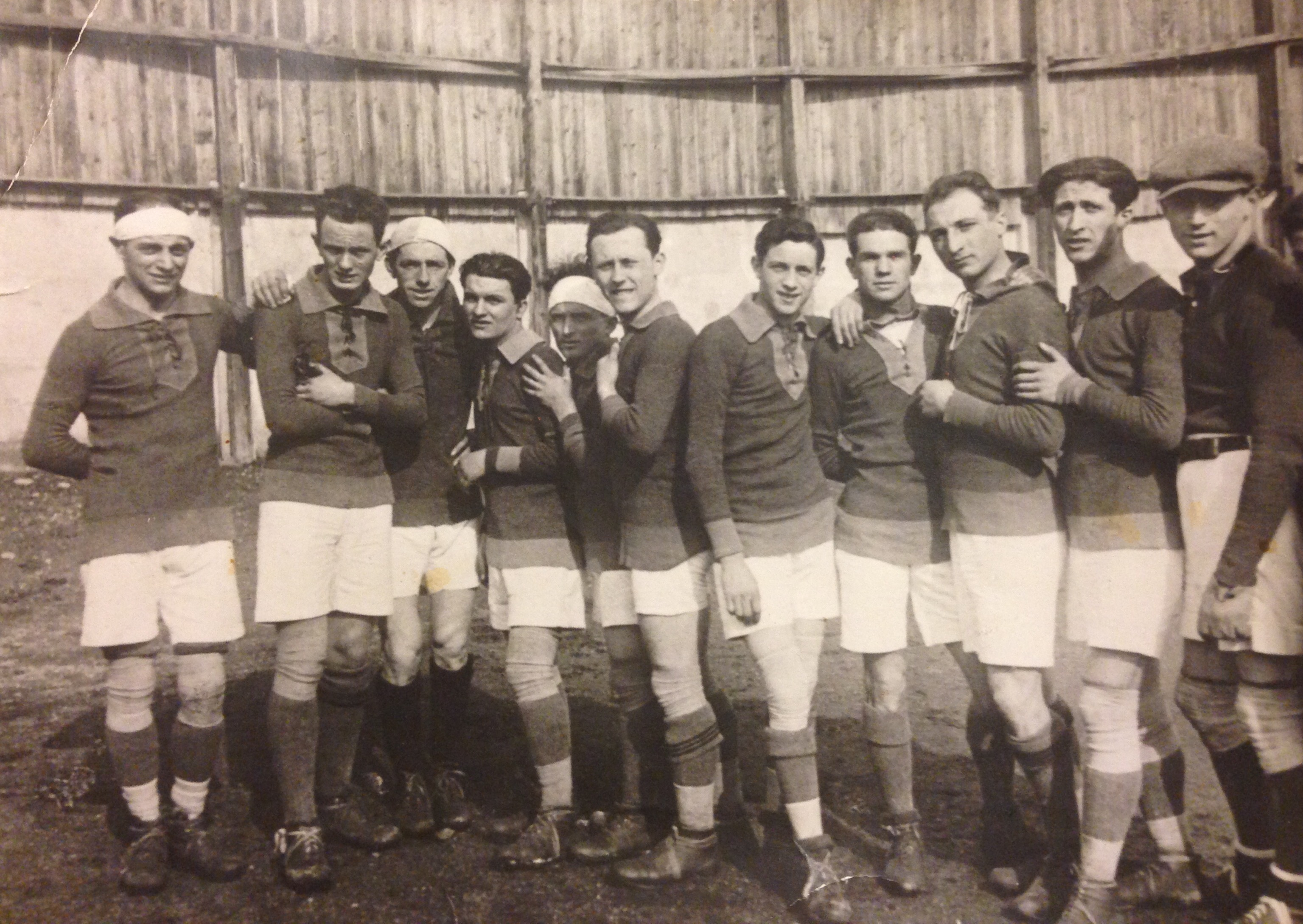
Una formazione della Cremonese nei primi anni 1920

Il debutto in una partita ufficiale disputata dal sodalizio a livello agonistico, avvenne contro il Varese, perdendo 5-1, con la prima rete ufficiale di Guido Costa. La prima stagione nel campionato di Promozione 1913-1914 si rivelò subito formidabile per la Cremonese, in quanto venne immediatamente promossa in Prima Categoria. Successivamente, nel corso del campionato, la società decise di cambiare i colori sociali in grigio e rosso, che ancora oggi rappresentano il segno distintivo della società. Negli anni successivi però la squadra, pur non retrocedendo mai, non riuscì a superare le eliminatorie regionali. Con lo scoppio della prima guerra mondiale, tutti i giocatori dal 1915 al 1918 vennero arruolati e mandati al fronte, tra cui anche il portiere Giovanni Zini, idolo del tifo cremonese, che morirà a Cividale del Friuli per un'infezione.
Terminata la Grande Guerra nel 1918, la Cremonese, sotto la guida del presidente Ferdinando Arcari, tentò di ricostruire una squadra che potesse di nuovo partecipare alle competizioni ufficiali e così nel 1919, il club partecipò alla Coppa delle Province Lombarde, vincendola nella finale contro il Chiasso per sette reti a zero, poi, durante l'estate la società trasferì il proprio campo di gioco e decise di intitolarlo a Giovanni Zini. Nella stagione 1919-1920, la squadra si classificò quinta nel girone eliminatorio A Lombardo di Prima Categoria, invece, in quella successiva riuscì a piazzarsi al terzo posto nel girone B. Nel campionato 1921-1922, approfittando della mancata iscrizione al campionato federale delle 24 maggiori squadre del nord iscritte al concorrente campionato CCI, la Cremonese ottenne il suo miglior piazzamento nei campionati regionali di Prima Categoria con un ottimo secondo posto nel girone lombardo. Questo piazzamento le permise di restare nella massima serie rinominata Prima Divisione in seguito alla riunificazione tra FIGC e CCI senza passare per gli spareggi salvezza stabiliti dal Compromesso Colombo.
In quegli anni, quando il gioco del calcio cominciò a suscitare l'interesse dei giornali, le società concorrenti cominciarono a organizzarsi iniziando il mercato dei giocatori, e anche la Cremonese tentò di adeguarsi: il presidente Gobbi ingaggiò l'allenatore professionista Eugen Payer e gli attaccanti Jezmas e Wilhelm, tutti provenienti dall'Ungheria e che nella stagione 1925-1926 portarono i grigiorossi al secondo posto, seppur distaccata di 12 punti, alle spalle della Juventus di Gianpiero Combi.

### Il periodo interbellico: il declino

Giacomo Mari

Nel 1927, per la prima volta nella sua storia, la Cremonese entrò in crisi finendo il campionato al penultimo posto, ma la retrocessione venne annullata a causa dell'allargamento dei gironi della Divisione Nazionale. A livello societario, venne confermato Balestreri presidente e il gerarca fascista Roberto Farinacci nella carica di presidente onorario; inoltre la perdita dei migliori giocatori, tesserati da squadre più competitive, insieme a disponibilità economiche limitate, portarono il sodalizio verso un lento e inevitabile declino.
Con l'istituzione della Serie A a girone unico, dopo un biennio la squadra retrocedette in Serie B finendo in diciottesima posizione; nel frattempo il 29 giugno 1930 ci fu l'esordio di Aristide Rossi che a soli 15 anni, 9 mesi e 21 giorni, fece il suo ingresso in un campo di Serie A con la maglia grigiorossa. Dall'arrivo della retrocessione la Cremonese partecipò per un lustro consecutivo in Serie B fino al campionato 1934-1935, al termine del quale retrocedette in Serie C a causa della sconfitta nello spareggio salvezza con l'ex aequo Foggia: i grigiorossi pareggiarono contro la formazione dauna per 1-1 dopo i tempi supplementari nel primo incontro, e persero per 1-0 nella ripetizione.
Nella stagione 1935-1936 la Cremonese, inserita in uno dei quattro gironi della Serie C, con una formazione costituita soprattutto da giovani provenienti dal proprio vivaio, tornò immediatamente in Serie B vincendo il proprio girone; poi l'anno successivo la squadra restò saldamente nella serie cadetta, piazzandosi al quinto posto. Nonostante i risultati positivi degli anni precedenti nel campionato di Serie B 1937-1938 i grigiorossi dopo appena un biennio retrocedettero in Serie C con 693 minuti di astinenza da gol, e un terzultimo posto in classifica maturato con sole 5 vittorie e 19 sconfitte.
Dal 1938 la Cremonese disputò la Serie C arrivando più volte a sfiorare le posizioni di testa per l'immediato ritorno in cadetteria. Questo arrivò nel decennio della seconda guerra mondiale, al termine del campionato di Serie C 1941-1942, con al debutto un giovane Giacomo Mari a calpestare l'erba del campo di gioco. La stagione successiva vide il club al settimo posto finale in classifica, poi, dall'annata successiva i campionati regolari vennero sospesi per l’imminente tracollo del conflitto: nella stagione 1943-1944 la Cremonese si classificò al settimo posto nel girone lombardo del campionato di guerra organizzato dalla FIGC della Repubblica Sociale Italiana mentre nella stagione successiva rimase inattiva.

### Dal secondo dopoguerra agli anni 1960: gli anni bui

Erminio Favalli, calciatore e poi storico dirigente del club.

Subito dopo la fine della guerra, alla ripresa ufficiale dei campionati, la sede societaria venne spostata dal Bar Flora al Bar Cremonese di Piazza Roma e il presidente Giovanni Zucchi volle riportare la squadra ad essere competitiva. Infatti, i grigiorossi allenati da József Bánás, si classificarono al primo posto nel girone B del campionato di Serie B-C Alta Italia 1945-1946, ma perse le finali con l'Alessandria, perdendo l'occasione della promozione in Serie A. Negli anni successivi, il club disputò alcuni campionati di Serie B, punteggiati di onorevoli piazzamenti. In questo periodo, vi furono due eventi importanti tra cui: il passaggio del club nella stagione 1947-1948 al commendatore Guido Grassi, proprietario dell'Ocrim; e l'affermazione del talento Pasquale Vivolo, protagonista nella stagione 1948-1949 con 34 presenze e 10 gol.
La discesa agli inferi della Serie C, avvenne poi al termine del campionato di Serie B 1950-1951 con un penultimo posto in graduatoria e solo 28 punti maturati sul campo. Nell'annata successiva, per i grigiorossi seguì un'altra retrocessione in Quarta Serie, dovuta ad una profonda crisi economica che portò i giocatori ad autotassarsi per poter affrontare alcune trasferte, poi, nel biennio in Quarta Serie, la Cremonese arrivò dapprima al quarto posto nel girone B e successivamente tornò di nuovo nella terza divisione professionistica arrivando prima nel girone C dopo aver vinto le finali contro il Bolzano. Il club, durante il periodo di Serie C durato 13 anni dimostrò comunque di saper crescere validi giocatori, come Franco Zaglio che sarà protagonista nella metà degli anni 1950, Magnavacca che segnò 21 reti nella stagione 1955-1956 ed altri come i fratelli Armanno ed Erminio Favalli, Emiliano Mondonico, Attilio Tassi, Luciano Cesini e molti altri. 

I grigiorossi scendono in campo in una partita del vittorioso campionato di Serie D 1967-1968

L'arrivo degli anni 1960, per le sorti grigiorosse, inizialmente portarono una sostanziale stabilità con la Cremonese situata nelle posizioni alte della classifica durante il triennio 1954-1957 oltre a obiettivi di salvezza come nella stagione 1962-1963, quando la squadra si salvò in extremis a causa dell'impraticabilità dello stadio Zini per neve per circa un mese e mezzo. Il campionato 1962-1963 vide in estate la costituzione di un gruppo di finanziatori composto dall'ingegner Barassi, l'avvocato Mondini, l'avvocato Quaini, il dottor Saccani, il dottor Caldonazzo e il ragionier Riccardi che diedero respiro alle casse societarie, eliminando i problemi economici degli anni precedenti ma con obiettivi di rilancio pressoché inesistenti e che fecero navigare i grigiorossi nelle posizioni di media classifica senza infamia e senza lode.
Dopo una serie di risultati mediocri, costellati anche dall'arrivo alla presidenza di Maffezzoni, nell'annata in Serie C 1966-1967 la società allestì una squadra per un campionato di vertice, ma le cose non andarono come sperato e con un diciottesimo piazzamento finale la Cremonese ritornò nel baratro della Serie D seguito da prestazioni altalenanti con salite e discese molto rapide tra Serie C e Serie D. Alla fine del 1967, la società venne commissariata con Celeste Cottarelli e Domenico Luzzara alla guida di una società completamente da rilanciare.

### Anni 1970: l'inizio dell'era Luzzara
L'evento sicuramente più importante degli anni 1970 fu l'arrivo alla presidenza della Cremonese di Domenico Luzzara nella stagione 1970-71, in cui nei successivi 33 anni la storia grigiorossa si identificherà nel suo presidente. Sotto la presidenza Luzzara, i risultati migliorarono sensibilmente con la Cremonese che non retrocesse più in Serie D e con le giocate di Aristide Guarneri e Bruno Franzini insieme a molti altri.

La Cremonese della stagione 1976-1977, che ottenne il ritorno in Serie B dopo un quarto di secolo.

Il nuovo decennio che segnò la rinascita della Cremonese, iniziò con l'arrivo in panchina di Battista Rota che prese per mano la squadra portandola successo dopo successo a vincere il campionato di Serie D e la Coppa Disciplina di categoria. Nei 6 anni successivi in Serie C, i grigiorossi videro tra le sue file il ritorno di Emiliano Mondonico nella stagione 1972-1973 che segnò 11 gol in 34 partite giocate, insieme all'addio al calcio giocato di Guarneri; gli esordi importanti di Giancarlo Finardi e l'approdo in prima squadra del futuro campione del mondo Antonio Cabrini il 17 marzo 1974 oltre al debutto di Cesare Prandelli nel campionato successivo.
Nell'annata in Serie C 1976-1977, dopo aver sfiorato la promozione nel campionato precedente, la Cremonese tornò in Serie B dopo 26 anni dall'ultima partecipazione, con Stefano Angeleri in panchina, e in squadra calciatori come Prandelli e il capitano Alberto Sironi forti di una corazzata con all'attivo 42 reti segnate di cui 15 da Nicolini e solamente 18 gol subiti. Un altro record maturato in stagione, fu quello di 713 minuti di inviolabilità della porta difesa da Bodini.
L'esperienza in cadetteria, però durò solamente un anno e i grigiorossi tornarono immediatamente in Serie C, nonostante l'arrivo del promettente Domenico Marocchino. Dopo due campionati anonimi, nella neonata Serie C1, il riscatto arrivò nella stagione 1980-1981, quando la Cremonese ritornò in Serie B con Guido Vincenzi al timone della squadra.

### Anni 1980: il ritorno in Serie A

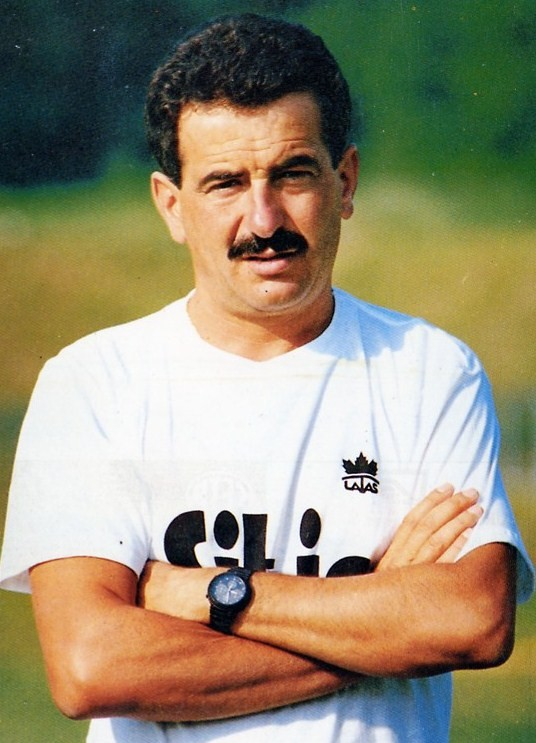
Emiliano Mondonico, già calciatore grigiorosso negli anni 1960 e 1970, e tecnico del ritorno in Serie A negli anni 1980.

Il 10 maggio 1981, con Guido Vincenzi in panchina, durante il campionato di Serie C1 1980-1981 in cui la Cremonese tornò in cadetteria arrivando seconda nel girone B, arrivò il debutto del giovane diciassettenne cresciuto nelle giovanili grigiorosse, Gianluca Vialli, in occasione della partita Parma-Cremonese e che diventerà protagonista indiscusso nelle successive tre stagioni.
Dall'annata successiva, i grigiorossi tornati in Serie B, grazie all'arrivo di Mondonico al posto di Vincenzi alla 32ª giornata, dopo una serie di prestazioni altalenanti, si salvarono a sette giornate dal termine con un decimo posto finale. Il campionato seguente, segnato dall'arrivo di nuovi giocatori come: Claudio Bencina, Sauro Frutti, Stefano Di Chiara e il ritorno di Fulvio Bonomi, fece nutrire ai grigiorossi la speranza di ritornare nella massima serie fino all'ultima giornata, ma il sogno si infranse sul campo di Varese, e la squadra dovette giocarsi lo spareggio di Roma contro il Catania e il Como, da cui uscì senza la gioia della promozione nella massima serie. 

Il cremonese Gianluca Vialli, protagonista nella promozione in Serie A del 1984, dopo oltre mezzo secolo di assenza.

L'appuntamento con la promozione in Serie A, arrivò al termine della stagione 1983-1984 dove l'obiettivo venne finalmente centrato dopo 54 anni di attesa. Successivamente, nell’estate del 1984, a seguito della ristrutturazione ed ampliamento dello stadio Giovanni Zini venne presa la storica decisione di spostare il cuore del tifo grigiorosso dalla Curva Nord alla Curva Sud, inoltre, per la prima volta la società decise di acquistare a campionato in corso due calciatori stranieri come il libero polacco Władysław Żmuda e l'attaccante brasiliano Juary.
La prima stagione in Serie A per la Cremonese, non fu felice e dopo aver ceduto Vialli alla Sampdoria, la squadra allenata da Mondonico retrocesse immediatamente in Serie B grazie ad un ultimo posto a pari merito con la Lazio e non andando oltre il nono posto in classifica nel successivo campionato in cadetteria. Nel 1986-1987, dopo l'addio di Emiliano Mondonico e l'arrivo sulla panchina di Bruno Mazzia la Cremonese sfiorò il ritorno nella massima serie perdendo agli spareggi contro Cesena e Lecce.
La svolta per il ritorno in Serie A venne centrata nella stagione 1988-1989, dopo aver vinto lo spareggio ai rigori contro la Reggina con il tiro decisivo di Attilio Lombardo, il 25 giugno 1989. Nell'annata del ritorno nella massima serie, sotto la guida di Tarcisio Burgnich, anche in questo caso la retrocessione per i grigiorossi fu immediata, nonostante i numerosi gol della rivelazione Gustavo Dezotti, le vittorie ottenute contro Milan e Lazio, i pareggi contro Juventus e Napoli e giocatori come Anders Limpar e Gustavo Neffa.

### Anni 1990: dalla ribalta internazionale al declino
Nel successivo campionato di Serie B 1990-1991 Burgnich venne riconfermato, ma dopo ventitré giornate venne sostituito da Gustavo Giagnoni che riportò subito la Cremonese in Serie A. Ma anche quest'esperienza fu molto breve e culminò in una nuova retrocessione, addolcita il 10 maggio 1992 dalla vittoria per 2-0 sull'Inter a San Siro, con una doppietta di Dezotti.

La Cremonese, di ritorno da Wembley, festeggia allo Zini il successo nella Coppa Anglo-Italiana 1992-1993.

Con l'arrivo di Gigi Simoni nell'estate del 1992, la Cremonese visse gli anni più gloriosi della propria storia, dapprima con la promozione in Serie A al termine del campionato di Serie B 1992-1993 (stabilendo il record di otto vittorie consecutive iniziali in campionato, all'epoca primato per una squadra professionistica italiana), poi con tre stagioni consecutive in Serie A. Nel 1993-1994 i lombardi chiusero all'undicesimo posto in classifica, loro miglior piazzamento in Serie A, mentre il 27 marzo 1993 si erano aggiudicati il Trofeo Anglo-Italiano, battendo il Derby County per 3-1 nella finale, disputata nel celebre stadio londinese di Wembley. I grigiorossi di Simoni, che nel 2003, in occasione delle celebrazioni del centenario della società, fu votato "allenatore del secolo" del club, nel momento del successo a Wembley furono la seconda squadra italiana di club a espugnare lo stadio dopo il Milan nella finale di Coppa dei Campioni del maggio del 1963.

L'allenatore Gigi Simoni e il presidente Domenico Luzzara, tra i maggiori protagonisti della storia grigiorossa.

Dopo le tre stagioni consecutive in Serie A, archiviate con il penultimo posto e la conseguente retrocessione in B nel campionato di Serie A 1995-1996, per la squadra cominciò un periodo difficile che portò i grigiorossi nel giro di due stagioni ad affondare in Serie C1 dopo 16 anni, a causa dell'ultimo posto in classifica nell'annata di Serie B 1996-1997.
La successiva stagione, però, la società forte di una rosa giovane, allenata da Giampiero Marini e con giocatori come Vanni Pessotto, Denis Godeas e Mattia Collauto tra tutti, si guadagnò immediatamente il ritorno in Serie B vincendo ai play-off contro il Lumezzane in semifinale e il Livorno in finale. Il ritorno in cadetteria durò solo un anno, e la Cremonese retrocedette nuovamente in Serie C1 scivolando addirittura in Serie C2 alla fine della stagione 1999-2000 dopo aver perso gli spareggi play-out contro il Lecco.

### Anni 2000: la fine dell'era Luzzara
L'8 marzo 2002, a seguito di una profonda crisi economica che si trascinava da anni, Luzzara cedette ufficialmente la società a Graziano Triboldi, con Luigi Gualco che gestì la società affiancato da Rispoli. Dopo quattro campionati di Serie C2 conclusi a metà classifica, in due sole stagioni la Cremonese riuscì a ritornare in Serie B con una doppia promozione culminata al termine del campionato di Serie C1 2004-2005, per ritornare, però, l'anno successivo in Serie C1.
Nell'estate del 2007 la società, in grave crisi finanziaria, viene acquistata dall'imprenditore cremonese Giovanni Arvedi che vuole riportare subito la società in campionati più gloriosi. Il direttore sportivo Favalli porta a Cremona calciatori come Lamberto Zauli, Leonardo Colucci, Gabriele Graziani e molti altri giocatori di categoria per tentare subito la scalata alla Serie B. Il 18 aprile 2008 la società deve piangere l'improvvisa scomparsa di uno dei suoi rappresentanti più amati e conosciuti, lo storico direttore sportivo Erminio Favalli, deceduto a 64 anni per un infarto. In campionato giunge al secondo posto dietro al Sassuolo e nei play-off elimina il Foggia in semifinale. Nella finale di andata vince 1-0 a Cittadella ma vede sfumare la promozione a causa della sconfitta interna per 1-3 subita nella partita di ritorno contro la formazione veneta, sconfitta causata da un fallo sul grigiorosso Ferrarese in occasione dell'1-3 di Carteri, oltre che per un gol del cremonese Cozzolino apparso regolare ma annullato al 93' (in caso di parità di gol segnati nelle due gare di finale, sarebbe stata promossa la squadra lombarda, meglio posizionata in classifica al termine della stagione regolare).
L'anno successivo la squadra ha partecipato alla Lega Pro Prima Divisione, avendo mancato la tanto attesa promozione in Serie B. Dopo un inizio abbastanza positivo (19 punti nelle prime 11 partite), la squadra subisce quattro sconfitte nelle successive 5 partite e di fatto la zona play-off si allontana. Perciò viene richiamato Emiliano Mondonico, allenatore della squadra nel campionato precedente, per cercare di risollevare la squadra e riportarla in zona play-off. Ma tale obiettivo non viene raggiunto nonostante un nuovo cambio di allenatore (esonero di Mondonico e debutto sulla panchina lombarda di Roberto Venturato) e la squadra chiude il campionato al nono posto. Nel campionato 2009-2010, confermato in panchina Roberto Venturato) la squadra conclude la stagione al 3º posto, qualificandosi ai play-off. Superata la semifinale, avversario l'Arezzo (2-0 in Toscana, sconfitta 1-2 allo stadio Zini), in finale l'avversario è il Varese; dopo il successo nell'andata della finale play-off con vittoria dei grigiorossi per 1-0, a Varese la sconfitta per 2-0 spegne le speranze di promozione della Cremonese.

### Anni 2010: la Lega Pro e la risalita in Serie B
Nel luglio 2010 il presidente Arvedi rassegna le proprie dimissioni: ciò sembra essere un tentativo di denuncia delle gravi irregolarità, pagate a caro prezzo dalla sua società, per richiamare l'attenzione della F.I.G.C. e della Lega Pro. La stagione 2010-2011 nasce all'insegna di un riassetto societario e tecnico, con la nomina a Direttore Sportivo di Manuel Gerolin, proveniente dal Siena, così come il nuovo allenatore Marco Baroni, che nella passata stagione ha guidato la Primavera senese. Il vice allenatore è Riccardo Rocchini. Il 25 ottobre 2010, con uno scarno comunicato, la società esonera l'allenatore Baroni che viene sostituito da Leonardo Acori, anch'esso sostituito, a scarse giornate dal termine della stagione, da Montorfano che fece uscire la squadra dalla zona di play-out. Il ritorno del cavaliere, dopo un anno da dimenticare, è stato ben accolto in città. Il suo ritorno è accompagnato da Giancarlo Finardi, ex giocatore grigiorosso e dell'Atalanta.
Il 7 giugno 2011, con Oscar Brevi nuovo allenatore, nell'estate di quell'anno il precampionato è scosso dalle vicende del calcioscommesse. Il processo, in seguito alla denuncia della Cremonese stessa, si svolge presso il Tribunale di Cremona e vede coinvolti anche alcuni tesserati della società grigiorossa. Per la regola della responsabilità oggettiva applicata all'ambito sportivo la squadra sarà costretta a giocare l'intero campionato con 6 punti di penalizzazione.
Nonostante il forte handicap la squadra di Brevi, inserita del girone B della Lega Pro Prima Divisione, inizia bene il campionato, con cinque vittorie consecutive, tra le quali la storica vittoria in trasferta per 1-3 nel sentito "derby del Po" contro il Piacenza.
Al termine della stagione conquista il quinto posto qualificandosi per la terza volta nell'ultimo lustro ai play-off promozione. In semifinale affronta il Trapani, secondo in classifica, ma a seguito di due pareggi per 1-1 saranno questi ultimi ad accedere in finale in virtù del miglior piazzamento.
Al termine della stagione il Cav. Giovanni Arvedi, pur garantendo nuovamente il suo impegno nel progetto grigiorosso, affida la carica di presidente a Maurizio Calcinoni, il quale nomina come nuovo direttore sportivo Moreno Zocchi.
In panchina, per il campionato 2012-2013 viene confermato Oscar Brevi e la Cremonese viene inserita nel girone A. Il 25 settembre 2012 l'allenatore domese Giuseppe Scienza sostituisce Oscar Brevi sulla panchina dei grigiorossi. La squadra si piazzerà settima al termine del campionato di Prima Divisione, senza qualificarsi ai play-off. Il 4 giugno 2013 dal Bari arriva come allenatore Vincenzo Torrente. Pur navigando sempre nelle zone alte della classifica, l'allenatore sarà esonerato l'11 marzo 2014; viene rimpiazzato in panchina da Davide Dionigi che porterà la squadra al quarto posto in campionato, valevole per l'accesso ai play-off promozione. Nei quarti di finale i grigiorossi eliminano l'AlbinoLeffe vincendo in casa 8-7 ai tiri di rigore (i tempi regolamentari si erano chiusi sul 2-2); in semifinale incontrano il Südtirol, che li elimina dalla corsa promozione pareggiando all'andata per 1-1 e vincendo il ritorno a Bolzano per 2-1.
Dopo due stagioni consecutive conclusesi a metà classifica a ridosso della zona play-off, nella stagione 2016-2017, dopo una partenza in sordina, i grigiorossi, allenati da Attilio Tesser, vincono il proprio girone e tornano in Serie B dopo undici anni. Da febbraio 2017 i lombardi sono, infatti, protagonisti di una grande rimonta sull'Alessandria, capolista del girone A e arrivata ad un certo punto ad avere 9 punti di vantaggio sui lombardi, prima dello scontro diretto dello Zini che, terminato 1-0 per i padroni di casa, avvia la rimonta dei grigiorossi. L'obiettivo è centrato con la sofferta vittoria casalinga per 3-2 all'ultima giornata contro il Racing Roma.
Nella stagione 2017-2018 la Cremonese disputa un ottimo girone d'andata in Serie B, stazionando in piena zona play-off, ma una serie di 15 partite consecutive senza vittorie fanno precipitare la squadra a ridosso della zona play-out, decretando la fine dell'esperienza cremonese dell'allenatore veneto, esonerato a cinque giornate dal termine del campionato. Al tecnico veneto subentra, il 24 aprile 2018, Andrea Mandorlini, con cui la striscia senza vittorie si allunga a 18 giornate, ma alla penultima di campionato la squadra batte largamente il Venezia (5-1), assicurandosi la salvezza.
La stagione 2018-2019 vede l'avvicendamento in panchina tra Mandorlini, esonerato il 4 novembre malgrado la tranquilla posizione in classifica (12 punti, frutto di 2 vittorie, 6 pareggi, 2 sconfitte), e Massimo Rastelli, Quest'ultimo, dopo il finale di stagione in crescendo che porterà i grigiorossi ad un solo punto dai play-off, viene confermato alla guida tecnica per la stagione 2019-2020. In seguito ad una mediocre partenza in campionato (10 punti in 7 gare), Rastelli viene sollevato dall'incarico e sostituito da Marco Baroni, che ritorna a Cremona da allenatore dopo l'infruttuosa esperienza di nove anni prima. Baroni incappa a propria volta in un altro esonero l'8 gennaio 2020, con la squadra al diciassettesimo posto e riaffidata a Rastelli, esonerato nuovamente il 4 marzo dopo aver raccolto solo 6 punti in 8 partite. Gli subentra Pierpaolo Bisoli, che conduce i grigiorossi alla salvezza con una giornata d'anticipo.

### Anni 2020: i ritorni in massima serie
Per la stagione 2020-2021 viene inizialmente confermato Bisoli, ma questi verrà poi esonerato il 7 gennaio 2021 e sostituito da Fabio Pecchia, che condurrà i suoi al tredicesimo posto finale. La stagione 2021-2022 è sorprendente e al di sopra di ogni aspettativa, con la Cremonese che, grazie alla vittoria per 2-1 all'ultima giornata sul campo del Como, si piazza al secondo posto in classifica e ottiene così la promozione diretta in massima serie, a ventisei anni dalla precedente apparizione. L'esperienza nella massima serie si conclude al diciannovesimo posto e la retrocessione in Serie B, malgrado il percorso in Coppa Italia dove i grigiorossi raggiungono le semifinali, 36 anni dopo l'ultima volta, dove viene battuta dalla Fiorentina. 
L'anno seguente, la squadra si prefigge di tornare in Serie A e il cammino è decisamente positivo: dopo il pessimo interregno di Ballardini (6 punti nelle prime 5 giornate di Serie B), Stroppa subentra al ravennate e porta la Cremonese in quarta piazza: alle semifinali play-off batte la rivelazione Catanzaro (2-2 in Calabria e 4-1 tra le mura amiche), ma nell'atto conclusivo la Cremonese perde contro il Venezia per 1-0 (dopo che in Lombardia avevano impattato a reti bianche) e vede sfumare la promozione, seppur rimandata di un solo anno. L'anno seguente, infatti, la squadra del riconfermato Stroppa chiude la regular season in quarta posizione, a cinque punti dallo Spezia terzo, in semifinale batte la sorpresa Juve Stabia (sconfitta di misura in casa delle vespe ribaltata con un comodo tris allo Zini) e si ritrovano davanti lo Spezia, battuti di misura al ritorno (3-2) dopo il pari a reti inviolate in Lombardia e festeggiando il ritorno in Serie A dopo due anni.

## Colori e simboli

Attilio Lombardo con la classica divisa del club: maglia a righe verticali grigiorosse, con pantaloncini e calzettoni rossi.

### Colori
Nel 1903, anno della sua fondazione, i colori sociali scelti per la Cremonese furono il bianco e il lilla, quest'ultimo riservato a colletto e bordini della maglia; la divisa era completata da pantaloncini neri. In occasione del campionato di Promozione 1913-1914, la società decide per un cambio dei colori sociali, adottando grigio e rosso. Dopo aver declinato queste due tinte su diversi template — dapprima una casacca grigia con bordini rossi, poi grigia con croce rossa e, tra il 1926 e il 1929, grigia con fascia rossa —, la squadra adottò in pianta stabile l'odierna maglia palata grigiorossa; i pantaloncini, inizialmente bianchi, divennero con il tempo rossi, così come i calzettoni.
L'uniforme di riserva della Cremonese è tradizionalmente bianca con dettagli grigiorossi. Un altro colore ricorrente nelle divise di cortesia è il blu.

### Simboli ufficiali

#### Stemma
La Cremonese si riconosce simbologicamente nello stemma civico, partito: al primo fasciato di rosso e d'argento; il secondo di azzurro al braccio vestito di rosso e d'argento stringente nella mano una palla d'oro. L'emblema del club contiene tale arma racchiusa in un cerchio aureo dai bordi grigio-rossi, lungo i quali sono altresì apposte le lettere dell'acronimo sociale USC.
Dal 1985 al 1997 il club adottò un diverso stemma: uno scudetto dalle linee squadrate contenente il sopracitato disegno stilizzato della palla d'oro tenuta dal braccio, con una banda grigiorossa sullo sfondo.

Stemma utilizzato dal 1985 al 1997
Stemma utilizzato fino al 1985 e riadottato dal 1997

## Strutture

### Stadio
Lo stadio di Cremona ha una capienza di 15 191 posti ed è sito in via Persico. Fu inaugurato il 2 novembre del 1919 ed è intitolato a Giovanni Zini, portiere dell'U.S. Cremonese deceduto per un'infezione mentre operava come barelliere durante la prima guerra mondiale. Dal 2007 il piazzale antistante lo stadio e la tribuna centrale sono intitolati a Domenico Luzzara, presidente più vincente nella storia della Cremonese, scomparso nel 2006. Il 19 aprile 2009 la curva di casa dei tifosi grigiorossi è stata intitolata a Erminio Favalli, uno dei giocatori, e successivamente dirigente, più amati dalla piazza grigiorossa.

## Società

### Organigramma societario
- Giovanni Arvedi - Presidente onorario

Consiglio di amministrazione
- Francesco Dini - Presidente
- Maurizio Calcinoni - Vicepresidente
- Uberto Ventura - Amministratore delegato
- Maurizio Ferraroni - Consigliere con delega al settore giovanile
- Costantino Vaia - Consigliere con delega al marketing
- Giovanni Benedini - Consigliere
- Giuseppe Carletti - Consigliere
- Roberto Zanchi - Consigliere

### Sponsor
| Cronologia degli sponsor tecnici - 1978-1980 Admiral - 1980-1982 Ennerre - 1982-1987 Puma - 1987-1989 ABM - 1989-1992 Patrick - 1992-1997 Uhlsport - 1997-1999 Puma - 1999-2005 Garman - 2005-2010 Macron - 2010-2016 Acerbis - 2016-2019 Garman - 2019- Acerbis |

## Allenatori e presidenti
Tra gli allenatori, oltre a Luigi Simoni, fondamentale nella storia recente del club grigiorosso è stato Emiliano Mondonico, l'allenatore della formazione che conquistò lo storico "ritorno" in Serie A al termine del campionato 1983-84. Tra Mondonico e Simoni sulla panchina della Cremonese si sono alternati Bruno Mazzia (una promozione in A nel 1987), Tarcisio Burgnich e Gustavo Giagnoni (una promozione in A nel 1991). Negli anni 1970 molto amato fu Battista Rota, seguito da Stefano Angeleri che, nel 1977, conquistò la promozione in Serie B.
Non si possono dimenticare due allenatori del recente passato molto importanti: Gianpiero Marini che ha riportato in Serie B i grigiorossi nella stagione 1997-98 vincendo i play-off contro il Livorno e l'amato dagli ultras Giorgio Roselli, riuscendo a fare il salto di due categorie in due annate consecutive dalla Serie C2 alla Serie B dal 2004-05 al 2005-06.
- 1913-1915  Giovanni Gandelli
- 1919-1921  Attilio Tornetti
- 1921-1922  Secondo Talamazzini
- 1922-1923  Attilio Tornetti
- 1923-1924  Giovanni Battista Traverso
- 1924-1927  Eugen Payer
- 1927-1928  Fusco
- 1928-1929  József Gulyás
- 1929-1930  Béla Ludwig (1ª-17ª)
 Secondo Talamazzini (18ª-34ª)
- 1930-1931  József Bánás
- 1931-1932  Armand Halmos
- 1932-1933  Béla Károly
- 1933-1935  József Bánás
- 1935-1937  Italo Defendi
- 1937-1938  Cesare Cassanelli (1ª-?ª)
 Italo Defendi (?ª-34ª)
- 1938-1940  Otto Krappan
- 1940-1941  Karl Stürmer
- 1941-1942  Giuseppe Bonizzoni
- 1942-1943  Luigi Miconi
- 1944  Renato Bodini
- 1945-1946  József Bánás
- 1946-1947  Italo Defendi (1ª-?ª)
 Pietro Pasinati (?ª-42ª)
- 1947-1948  Mario Villini
- 1948-1949  József Bánás
- 1949-1950  József Bánás e  Renato Bodini
- 1950-1951  Renato Bodini e  József Bánás (D.T.) (1ª-18ª)
 Mazzolari (19ª-21ª)
 Guido Dossena (22ª-42ª)
- 1951-1955  Ercole Bodini
- 1955-1956  Géza Boldizsár
- 1956-1957  Géza Boldizsár (1ª-12ª)
 Renato Miglioli (13ª-34ª)
- 1957-1958  Renato Miglioli (1ª-?ª)
 Giorgio Granata ed  Ercole Bodini (?ª-34ª)
- 1958-1959  Ercole Bodini
- 1959-1960  Faustino Ardesi
- 1960-1961  Giacomo Mari
- 1961-1962  Enzo Bellini
- 1962-1963  Enzo Bellini (1ª-?ª)
 Enzo Bellini e  Giuseppe Bonizzoni (?ª-?ª)
 Teodoro Zanini (?ª-34ª)
- 1963-1965  Sergio Realini
- 1965-1966  Teodoro Zanini (1ª-?ª)
 Giovanni Persico (?ª-34ª)
- 1966-1967  Danilo Ravani (1ª-?ª)
 Danilo Ravani e  Carlo Facchini (?ª-34ª)
- 1967-1968  Manlio Bacigalupo
- 1968-1969  Manlio Bacigalupo (1ª-?ª)
 Eugenio Bergonzi (?ª-38ª)
- 1969-1970  Silvano Moro
- 1970-1976  Battista Rota
- 1976-1977  Stefano Angeleri
- 1977-1978  Stefano Angeleri (1ª-28ª)
 Guido Settembrino (29ª-38ª)
- 1978-1979  Giovanni Galeone (1ª-13ª)
 Dante Fortini (14ª-34ª)
- 1979-1981  Guido Vincenzi
- 1981-1982  Guido Vincenzi (1ª-31ª)
 Emiliano Mondonico (32ª-38ª)
- 1982-1986  Emiliano Mondonico
- 1986-1989  Bruno Mazzia
- 1989-1990  Tarcisio Burgnich
- 1990-1991  Tarcisio Burgnich (1ª-8ª)
 Gustavo Giagnoni (9ª-38ª)
- 1991-1992  Gustavo Giagnoni
- 1992-1996  Luigi Simoni
- 1996-1997  Fausto Silipo (1ª-9ª)
 Nedo Sonetti (10ª-38ª)
- 1997-1998  Gianpiero Marini
- 1998-1999  Gianpiero Marini (1ª-16ª)
 Giancarlo Finardi e  Fulvio Bonomi (17ª)
 Gaetano Salvemini (18ª-38ª)
- 1999-2000  Giovanni Trainini (1ª-24ª)
 Giuseppe Papadopulo (25ª-34ª e play-out)
- 2000-2001  Giuseppe Galderisi
- 2001-2002  Mario Montorfano
- 2002-2003  Claudio Maselli
- 2003-2005  Giorgio Roselli
- 2005-2006  Giorgio Roselli (1ª-18ª)
 Giovanni Dellacasa (19ª-42ª)
- 2006-2007  Corrado Verdelli (1ª-17ª)
 Giorgio Roselli (18ª-34ª)
- 2007-2008  Emiliano Mondonico
- 2008-2009  Ivo Iaconi (1ª-16ª)
 Emiliano Mondonico (17ª-26ª)
 Roberto Venturato (27ª-34ª)
- 2009-2010  Roberto Venturato
- 2010-2011  Marco Baroni (1ª-10ª)
 Leonardo Acori (11ª-29ª)
 Mario Montorfano (30ª-34ª)
- 2011-2012  Oscar Brevi
- 2012-2013  Oscar Brevi (1ª-4ª)
 Giuseppe Scienza (5ª-34ª)
- 2013-2014  Vincenzo Torrente (1ª-24ª)
 Davide Dionigi (25ª-30ª e play-off)
- 2014-2015  Mario Montorfano (1ª-13ª)
 Marco Giampaolo (14ª-38ª)
- 2015-2016  Fulvio Pea (1ª-19ª)
 Fabio Rossitto (20ª-34ª)
- 2016-2017  Attilio Tesser
- 2017-2018  Attilio Tesser (1ª-37ª)
 Andrea Mandorlini (38ª-42ª)
- 2018-2019  Andrea Mandorlini (1ª-11ª)
 Massimo Rastelli (12ª-38ª)
- 2019-2020  Massimo Rastelli (1ª-7ª)
 Marco Baroni (8ª-19ª)
 Massimo Rastelli (20ª-27ª)
 Pierpaolo Bisoli (28ª-38ª)
- 2020-2021  Pierpaolo Bisoli (1ª-17ª)
 Fabio Pecchia (18ª-38ª)
- 2021-2022  Fabio Pecchia
- 2022-2023  Massimiliano Alvini (1ª-18ª)
 Davide Ballardini (19ª-38ª)
- 2023-2024  Davide Ballardini (1ª-5ª)
 Giovanni Stroppa (6ª-38ª e play-off)
- 2024-2025  Giovanni Stroppa (1ª-8ª)
 Eugenio Corini (9ª-13ª)
 Giovanni Stroppa (14ª-38ª e play-off)
- 2025-  Davide Nicola

- 1903-1904  Emilio Faia
- 1904-1905  Giuseppe Stroppa
- 1905-1906  Achille Ciboldi
- 1906-1907  Giuseppe Chiappari
- 1907-1910  Pietro Gavini
- 1910-1911  Omero Boldori
- 1911-1912  Pietro Gavini
- 1912-1913  Peppino Piva
- 1913-1916  Ferdinando Arcari
- 1916-1917  Luigi Araldi
- 1917-1918  Luigi Gabbi
- 1918-1921  Ferdinando Arcari
- 1921-1922  Luigi Araldi
- 1926-1927  Luigi Gabbi
 Adelchi Mazza
- 1927-1928  Cesare Balestreri
- 1928-1929  Giuseppe Moretti
- 1929-1930  Giuseppe Gerevini
 Cirillo Quilleri
- 1930-1933  Giuseppe Carotti
- 1933-1935  Giovanni Moruzzi
- 1935-1936  Enrico Ronconi
- 1936-1937  Pino Soldi
- 1937-1941  Gerardo Corna
- 1941-1943  Franco Bonera
- 1943-1945  Gianni Zucchi
- 1945-1947  Riccardo Aldighieri
- 1947-1950  Guido Grassi
- 1950-1951  Olimpio Antonioli
- 1951-1956  Arturo Soncini
- 1956-1966  Guido Maffezzoni
- 1966-1967  Luciano Grandi
- 1967-1972  Domenico Luzzara
- 1972-1973  Luciano Grandi
- 1973-2000  Domenico Luzzara
- 2000-2001  Stefano Mastagni
 Domenico Luzzara
- 2001-2007  Luigi Gualco
- 2007-2010  Giovanni Arvedi
- 2010-2011 carica vacante[24]
- 2011-2012  Giovanni Arvedi
- 2012-2014  Maurizio Calcinoni
- 2014-2016  Luigi Simoni
- 2016-2017  Michelangelo Rampulla
 Maurizio Ferraroni
- 2017-2023  Paolo Rossi
- 2023-oggi  Francesco Dini

## Calciatori

23 febbraio 1992: il portiere Michelangelo Rampulla segna di testa in Atalanta-Cremonese. È il primo portiere a segnare su azione in Serie A.

Tra i giocatori più celebri ad aver vestito la maglia grigiorossa e della nazionale italiana si ricordano Aristide Guarneri, il campione del mondo Antonio Cabrini, il campione del mondo Renato Olmi, Gianluca Vialli, Attilio Lombardo, Salvatore Sirigu, Michelangelo Rampulla (uno dei pochi portieri a segnare su azione, fece gol all'Atalanta di testa) ed Enrico Chiesa; oltre al campione e nazionale argentino Gustavo Abel Dezotti, l'unico giocatore grigiorosso ad aver disputato una finale mondiale mentre era in organico alla Cremonese. Anche l'ex commissario tecnico della nazionale italiana, Cesare Prandelli, ha indossato la maglia grigiorossa tra il 1974 e il 1978 totalizzando 88 presenze e 4 reti.

### Contributo alle nazionali di calcio
(La militanza nella rispettiva nazionale può essere avvenuta in un periodo diverso dalla militanza nella Cremonese.)
| Nazionalità | Calciatore            | Stagioni | Anni                     |
| Italia      | Renato Olmi           | 4        | 1933 - 1936, 1944 - 1946 |
| Italia      | Pietro Arcari         | 3        | 1939 - 1942              |
| Italia      | Giacomo Mari          | 4        | 1942 - 1946, 1960 - 1961 |
| Italia      | Piero Pasinati        | 1        | 1946 - 1947              |
| Italia      | Aristide Guarneri     | 3        | 1970 - 1973              |
| Italia      | Antonio Cabrini       | 2        | 1973 - 1975              |
| Italia      | Cesare Prandelli      | 4        | 1974 - 1978              |
| Italia      | Gianluca Vialli       | 4        | 1980 - 1984              |
| Polonia     | Władysław Żmuda       | 3        | 1984 - 1987              |
| Italia      | Michelangelo Rampulla | 7        | 1985 - 1992              |
| Italia      | Attilio Lombardo      | 4        | 1985 - 1989              |
| Italia      | Giuseppe Favalli      | 4        | 1987 - 1992              |
| Argentina   | Gustavo Abel Dezotti  | 5        | 1989 - 1994              |
| Svezia      | Anders Limpar         | 1        | 1989 - 1990              |
| Italia      | Enrico Chiesa         | 1        | 1994 - 1995              |
| Australia   | John Aloisi           | 2        | 1995 - 1997              |
| Italia      | Giandomenico Mesto    | 1        | 2000 - 2001              |
| Ghana       | John Mensah           | 1        | 2005 - 2006              |
| Italia      | Fabio Gatti           | 1        | 2006                     |
| Italia      | Davide Astori         | 1        | 2007 - 2008              |
| Italia      | Salvatore Sirigu      | 1        | 2007 - 2008              |
| Kosovo      | Samir Ujkani          | 1        | 2017 - 2018              |
| Romania     | Vasile Mogoș          | 1        | 2019 - 2020              |

## Palmarès

### Competizioni internazionali
- Coppa Anglo-Italiana: 1

1992-1993

### Competizioni giovanili
- Coppa Italia Primavera: 1

1986-1987
- Campionato Primavera 2: 1

2023-2024 (girone A)
- Trofeo Dossena: 5

1984, 2015, 2017, 2022, 2024
- Campionato Nazionale Dante Berretti: 2

1973-1974, 1975-1976
- Blue Stars/FIFA Youth Cup: 1

1985

### Altre competizioni
- Campionato italiano Serie C: 3

1935-1936 (girone B), 1941-1942 (girone B), 1976-1977 (girone A)
- Campionato italiano Lega Pro: 1

2016-2017 (girone A)
- Campionato italiano Serie C1: 1

2004-2005 (girone A)
- IV Serie: 1

1953-1954 (girone C)
- Campionato italiano Serie D: 2

1967-1968 (girone B), 1970-1971 (girone B)
- Promozione: 1

1913-1914 (girone lombardo)
- Coppa delle Province Lombarde: 1

1919

## Statistiche e record

### Partecipazione ai campionati
| Livello | Categoria                | Partecipazioni | Debutto   | Ultima stagione | Totale |
| ------- | ------------------------ | -------------- | --------- | --------------- | ------ |
| 1º      | Prima Divisione          | 4              | 1922-1923 | 1925-1926       | 16     |
| 1º      | Divisione Nazionale      | 3              | 1926-1927 | 1928-1929       | 16     |
| 1º      | Serie A                  | 9              | 1929-1930 | 2025-2026       | 16     |
| 2º      | Serie B                  | 33             | 1930-1931 | 2024-2025       | 34     |
| 2º      | Serie B-C Alta Italia    | 1              | 1945-1946 | 1945-1946       | 34     |
| 3º      | Serie C                  | 26             | 1935-1936 | 1976-1977       | 43     |
| 3º      | Serie C1                 | 8              | 1978-1979 | 2007-2008       | 43     |
| 3º      | Lega Pro Prima Divisione | 6              | 2008-2009 | 2013-2014       | 43     |
| 3º      | Lega Pro                 | 3              | 2014-2015 | 2016-2017       | 43     |
| 4º      | Serie C2                 | 4              | 2000-2001 | 2003-2004       | 9      |
| 4º      | IV Serie                 | 2              | 1952-1953 | 1953-1954       | 9      |
| 4º      | Serie D                  | 3              | 1967-1968 | 1970-1971       | 9      |

In precedenza la Cremonese aveva partecipato a quattro tornei di Prima Categoria e a uno di Seconda Categoria del Comitato Regionale Lombardo. Nel 1944 ha partecipato al Campionato Alta Italia.

### Statistiche di squadra
| Serie A - Miglior vittoria nei Campionati Nazionali Cremonese-Fiorentina 6-0 (1928-1929) - Miglior vittoria in Serie A Cremonese-Bari 7-1 (1995-1996) - Peggior sconfitta nei Campionati nazionali Torino-Cremonese 8-1 (1926-1927) - Peggior sconfitta in Serie A Roma-Cremonese 9-0 (1929-1930) - Pareggi con maggior numero di reti Udinese-Cremonese 3-3 (1993-1994) Cremonese-Juventus 3-3 (1995-1996) | Serie B - Miglior vittoria in Serie B Cremonese-Pro Gorizia 8-0 (1947-1948) - Peggiori sconfitte in Serie B Messina-Cremonese 6-0 (1932-1933) Pistoiese-Cremonese 6-0 (1934-1935) - Pareggi con maggior numero di reti Forlì-Cremonese 3-3 (1946-1947) Cremonese-Venezia 3-3 (1950-1951) Cremonese-Milan 3-3 (1982-1983) Cremonese-Palermo 3-3 (1983-1984) Cremonese-Ternana 3-3 (2017-2018) Cremonese-Perugia 3-3 (2017-2018) |

### Statistiche individuali
Di seguito i primi 10 calciatori per presenze e reti con la maglia della Cremonese nei campionati disputati, coppe escluse. In grassetto eventuali giocatori ancora in attività.
Dati aggiornati al 1º dicembre 2018.
| Record di presenze - 436 Luciano Cesini (1966-1979) - 380 Giancarlo Finardi (1973-1978, 1980-1987) - 370 Leo Trovati (1929-1940, 1942-1943, 1945-1948) - 365 Luigi Gualco (1985-1996, 1997-1999) - 362 Mario Montorfano (1978-1994) - 359 Felice Garzilli (1979-1981, 1982-1992) - 264 Mario Ghisolfi (1948-1961) - 263 Giorgio Bianchi (1995-1998, 2000-2012) - 252 Pio Gramigna (1932-1942) - 250 Alberto Sironi (1971-1978) | Record di reti - 88 Emiliano Mondonico (1966-1968, 1972-1979) - 75 Attilio Tassi (1960-1970) - 67 Andrea Brighenti (2013-2019) - 61 Giancarlo Finardi (1973-1978, 1980-1987) - 55 Mario Barera (1946-1950) - 55 Guerrino Rossi (1951-1955, 1962) - 51 Gustavo Dezotti (1989-1994) - 48 Gioacchino Prisciandaro (2003-2005) - 47 Mario Nicolini (1976-1977, 1978-1982) - 43 Andrea Tentoni (1992-1996) |

## Tifoseria
Secondo un'indagine condotta e pubblicata annualmente da due società specializzate in sondaggi e ricerche di mercato, la StageUp e la Ipsos, al 2022 la squadra poteva contare su un seguito stimato in circa 67 000 tifosi.

### Storia

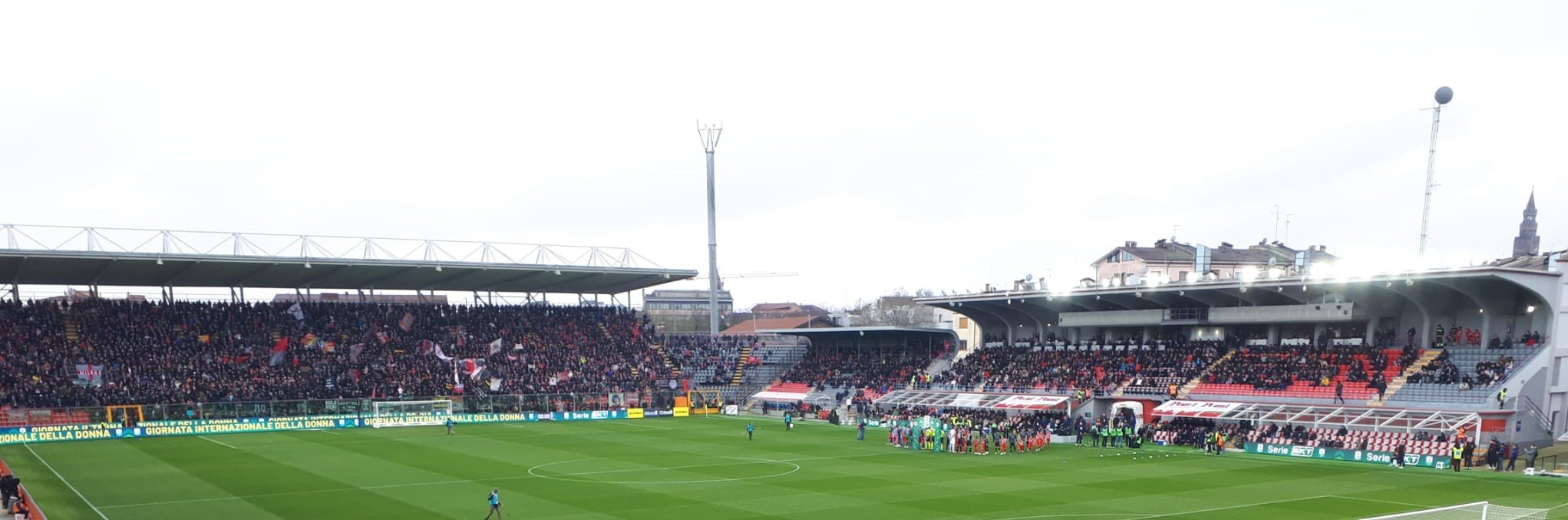
Pubblico allo stadio Zini durante un match interno della Cremonese. A sinistra la curva sud, sede dei collettivi organizzati grigiorossi

I primi gruppi di tifosi organizzati a Cremona nascono negli anni 1970 quando allo stadio compaiono i Boys, gruppo guida fino al termine della stagione 1981-82. Negli anni 1980 in Curva Nord si formano nuovi gruppi, tra cui il gruppo Gioventù Grigiorossa fondato nel 1981 e che in seguito sarà rinominato Red Grey Supporters. Dalla stagione 1984-85, a causa di alcuni dissidi interni, alcuni gruppi di tifosi grigiorossi decidono di spostarsi in Curva Sud, dando vita al C.U.C.S. acronimo di Collettivo Ultras Curva Sud. Due anni dopo, nel 1987 il gruppo più rappresentativo divenne quello dei Longobards, che però non era in piena sintonia con il C.U.C.S. Altro gruppo di spicco furono i Roads Kids, che cercarono di rilanciare il tifo cremonese, dal 1989, per poi unirsi ai C.U.C.S., e dare vita ai Sanitarium, il cui simbolo era Joker. L'era del Sanitarium si concluse nel 1999 quando il testimone passo agli Ultras Cremona, spesso indicati come UCR, e formati da ex militanti dei Sanitarium. Al fianco di quest'ultimi si sono formati gruppi minori come Vecchio Joker, Baraonda, Ciop Palvareto, NEP (Nucleo Ernesto Posa), Old Red Grey, Indipendenti, Brigata Nightmares, Erotica Castelverde e Alcooligans. Dal 2012, a centro curva sono posti gli Underfives Cremona. Dal 19 aprile 2009, poi, la Curva Sud è stata intitolata a Erminio Favalli, storico giocatore e dirigente della squadra.

### Gemellaggi e rivalità

Tifosi grigiorossi in trasferta allo stadio Romeo Menti, durante -Cremonese del 14 giugno 1987.

La tifoseria organizzata cremonese è gemellata dal 1976 con gli ultras del Sant'Angelo, dal 1978 con quelli della Reggiana e dal 1984 con quelli della Vicenza. Intrattiene rapporti amichevoli o rispettosi con i supporter di Genoa, Avellino, Frosinone, Giana Erminio, Pro Patria, Sandonà e Napoli.
Tra le rivalità, particolarmente accesa e longeva è quella con il Piacenza, contro cui la Cremonese disputa il cosiddetto "derby del Po". Rapporti tesi si registrano inoltre con i gruppi organizzati afferenti a Milan, Lucchese, Livorno, Como, Brescia, Varese, Padova, Mantova, Venezia, Reggina, Sanremese, Cesena, Legnano, Novara, Pro Vercelli, Ternana, SPAL, Prato, Spezia, Triestina, Lecce, Feralpisalò e Pergolettese.

## Organico

### Rosa 2025-2026
Rosa aggiornata al 20 agosto 2025.
| N. |                         | Ruolo | Calciatore                   |
| -- | ----------------------- | ----- | ---------------------------- |
| 1  | Indonesia (bandiera)    | P     | Emil Audero                  |
| 3  | Italia (bandiera)       | D     | Giuseppe Pezzella            |
| 4  | Italia (bandiera)       | D     | Tommaso Barbieri             |
| 6  | Italia (bandiera)       | D     | Federico Baschirotto         |
| 7  | Italia (bandiera)       | A     | Alessio Zerbin               |
| 8  | Italia (bandiera)       | C     | Mattia Valoti                |
| 9  | Italia (bandiera)       | A     | Manuel De Luca               |
| 10 | RD del Congo (bandiera) | C     | Charles Pickel               |
| 11 | Norvegia (bandiera)     | A     | Dennis Johnsen               |
| 15 | Italia (bandiera)       | D     | Matteo Bianchetti (capitano) |
| 16 | Italia (bandiera)       | P     | Marco Silvestri              |
| 17 | Italia (bandiera)       | D     | Leonardo Sernicola           |
| 18 | Italia (bandiera)       | C     | Michele Collocolo            |
| 19 | Italia (bandiera)       | C     | Michele Castagnetti          |
| 20 | Italia (bandiera)       | C     | Franco Vázquez               |

| N. |                     | Ruolo | Calciatore                |
| -- | ------------------- | ----- | ------------------------- |
| 21 | Italia (bandiera)   | P     | Gianluca Saro             |
| 22 | Italia (bandiera)   | D     | Romano Floriani Mussolini |
| 23 | Italia (bandiera)   | D     | Federico Ceccherini       |
| 24 | Italia (bandiera)   | C     | Filippo Terracciano       |
| 27 | Belgio (bandiera)   | C     | Jari Vandeputte           |
| 33 | Italia (bandiera)   | C     | Alberto Grassi            |
| 38 | Francia (bandiera)  | C     | Warren Bondo              |
| 42 | Italia (bandiera)   | D     | Lorenzo Moretti           |
| 55 | Italia (bandiera)   | D     | Francesco Folino          |
| 69 | Italia (bandiera)   | P     | Lapo Nava                 |
| 74 | Italia (bandiera)   | A     | Frank Tsadjout            |
| 77 | Nigeria (bandiera)  | A     | David Okereke             |
| 90 | Italia (bandiera)   | A     | Federico Bonazzoli        |
|    | Paraguay (bandiera) | A     | Antonio Sanabria          |

### Staff tecnico
- Davide Nicola - Allenatore